# 칠곡 묻지마 살인사건
칠곡 묻지마 살인사건은 2012년 10월 1일 12시 10분경, 경상북도 칠곡군 왜관읍에 있는 왜관지하도에서 지적장애인 윤모씨가 여대생 신모양을 살해한 사건이다.

## 사건
가해자 윤모씨는 사건 발생 전인 9월 28일 가출해 왜관읍을 배회, 왜관읍의 한 여관에서 생활하다가 사건 당일인 10월 1일, 여관에서 100여m 떨어진 지하도로 걸어왔다. 이때 21살 여대생 신모양은 여동생을 배웅하러 왜관역에 갔다가 집에 돌아가기 위해 왜관지하도를 지나고 있었는데, 이때 마주오던 윤모씨가 휘두른 흉기에 찔려 숨졌다.
윤모씨는 지나가던 18살 고등학생 A모군에게 "사람을 죽였으니 경찰에 신고해달라"고 말했고 이 말을 들은 고등학생이 경찰에 신고해 사건발생 신고 5분만에 현행범으로 체포되었다.

## 수사
경찰 조사에서 윤 모 씨는 "남성에게는 제압당할 것 같아 만만한 상대인 여성을 범행 대상으로 삼았다."고 진술했으며, 경찰 조사에서 윤 모 씨는 지적장애 2급 장애인인 것으로 알려졌다. 이 사건 이전에 윤 모 씨의 부모는 윤 모 씨가 지능이 좀 떨어지는 정도로 여겼는데, 이러한 장애가 있었는데도 1999년 현역병 입대, 군복무에 적응하지 못해 탈영 후 군 교도소에서 8개월 동안 복역 후 전역한 것으로 알려졌다. 이후 윤 모 씨의 말투가 거칠어지고 부모에게 대들거나 반항하고, 윤 모 씨의 증상이 심해지자 2008년에 장애인 등록 진단에서 지적장애 2급 진단을 받았다. 이후 정신질환까지 겹쳐 2개월 간의 입원치료까지 받았다는 것도 알려졌다.

## 재판
2013년 4월 25일, 대구지방법원에서 열린 국민참여재판에서 윤모씨의 혐의에 대한 양형 의견은 전원 무기징역이었으며, 이 재판에서 징역 20년, 위치추적 전자장치 부착 10년을 선고했다.
2013년 10월 17일, 대구고등법원은 윤모씨의 정신질환이 범행에 영향을 미친 것으로 보여 항소를 기각해 1심을 인정, 1심을 그대로 확정했다.

## 기타
이 사건이 일어난지 이틀만인 2012년 10월 3일, 사건 발생장소에서 1.3km 떨어진 칠곡군 왜관읍의 한 교회에서도 비슷한 유형의 흉기난동 사건이 발생했다.

## 같이 보기
- 울산 삼산동 묻지마 살인 사건
- 강남역 화장실 살인사건
- 서울 강서구 PC방 살인 사건
- 장애인 징병